# 张勤和
张勤和（1958年—），甘肃民勤人，汉族，中华人民共和国政治人物、第十二届全国人民代表大会甘肃地区代表。
毕业于西北师范学院政治教育专业。加入中国共产党。2013年，担任全国人大代表。